# Pullman (Washington)
Pullman ist eine City im Whitman County im Osten des US-Bundesstaates Washington. Der Ort hat laut US Census 32.901 Einwohner (Stand: 2020) und ist Sitz der Washington State University.

## Geographie
Pullman liegt in der Palouse-Prärie, einer fruchtbaren Hügellandschaft, in der hauptsächlich Weizen, Bohnen, Erbsen und Linsen angebaut werden und verfügt über eine Wasserversorgung durch Grundwasser.
Die Stadt liegt auf vier Hügeln, durch die sie in vier etwa gleich große Stadtteile geteilt wird. Dies sind im Uhrzeigersinn College Hill, Sunnyside Hill, Pioneer Hill und Military Hill.
Das Stadtgebiet befindet sich in einer Höhe von 778 m über dem Meeresspiegel und erstreckt sich nach den Angaben des United States Census Bureaus über 23,3 km².

## Klima
Der Ort besitzt meistens trockenes und klares Klima. Die Sommer sind warm und trocken und die Winter kalt und feucht.

## Geschichte
Bolin Farr lagerte 1876 als erster Siedler am Zusammenfluss von Dry Flat Creek und Missouri Flat Creek. In diesem Jahr kamen auch Dan McKenzie und William Ellsworth an, um Land abzustecken und ihre Rechte geltend zu machen. Das erste Postamt hier entstand unter dem Namen Three Forks, nach den drei Wasserläufen Missouri Flat Creek, Dry Fork und South Fork des Palouse Rivers, die hier zusammenfließen. Im Frühling 1881 eröffnete Orville Stewart einen Laden und Bolin Farr rodete etwa vier Hektar seines Landes, um eine Stadt anzulegen. Noch in gleichen Jahrzehnt wurde die Fläche durch Dan McKenzie und Charles Moore (aus Moscow) neuangelegt und nach George Mortimer Pullman benannt, der die Pullman Car Company gegründet hatte.
1961 wurde Pullman eine City. Die City hat einen Stadtrat aus sieben gewählten Mitgliedern und einem ernannten Verwaltungsdirektor. Bürgermeister ist seit 2004 Glenn A. Johnson, ein Hochschullehrer an der Edward R. Murrow School of Communication der Washington State University. Seine laufende Amtszeit endet 2019.

## Einwohnerentwicklung
| Jahr                               | 1890 | 1900  | 1910  | 1920  | 1930  | 1940  | 1950   | 1960   | 1970   | 1980   | 1990   | 2000   | 2010   | 2020   |
| ---------------------------------- | ---- | ----- | ----- | ----- | ----- | ----- | ------ | ------ | ------ | ------ | ------ | ------ | ------ | ------ |
| Einwohner                          | 868  | 1.308 | 2.602 | 2.440 | 3.322 | 4.417 | 12.022 | 12.951 | 20.509 | 23.579 | 23.478 | 24.675 | 29.799 | 32.901 |
| 1980–2020: Volkszählungsergebnisse |      |       |       |       |       |       |        |        |        |        |        |        |        |        |

## Kultur
Es gibt in Pullman das Pullman Civic Theatre (gegr. 1946) und das WSU Theatre der Universität. Im Beasley Performing Arts Coliseum werden verschiedene Großveranstaltungen (zum Beispiel Konzerte, Ballette, Opern etc.) aufgeführt. Die Washington Idaho Symphony ist das örtliche Philharmonieorchester.
Auf dem Campus der WSU gibt es das Museum für Anthropologie, das WSU Museum of Art und verschiedene Sammlungen.

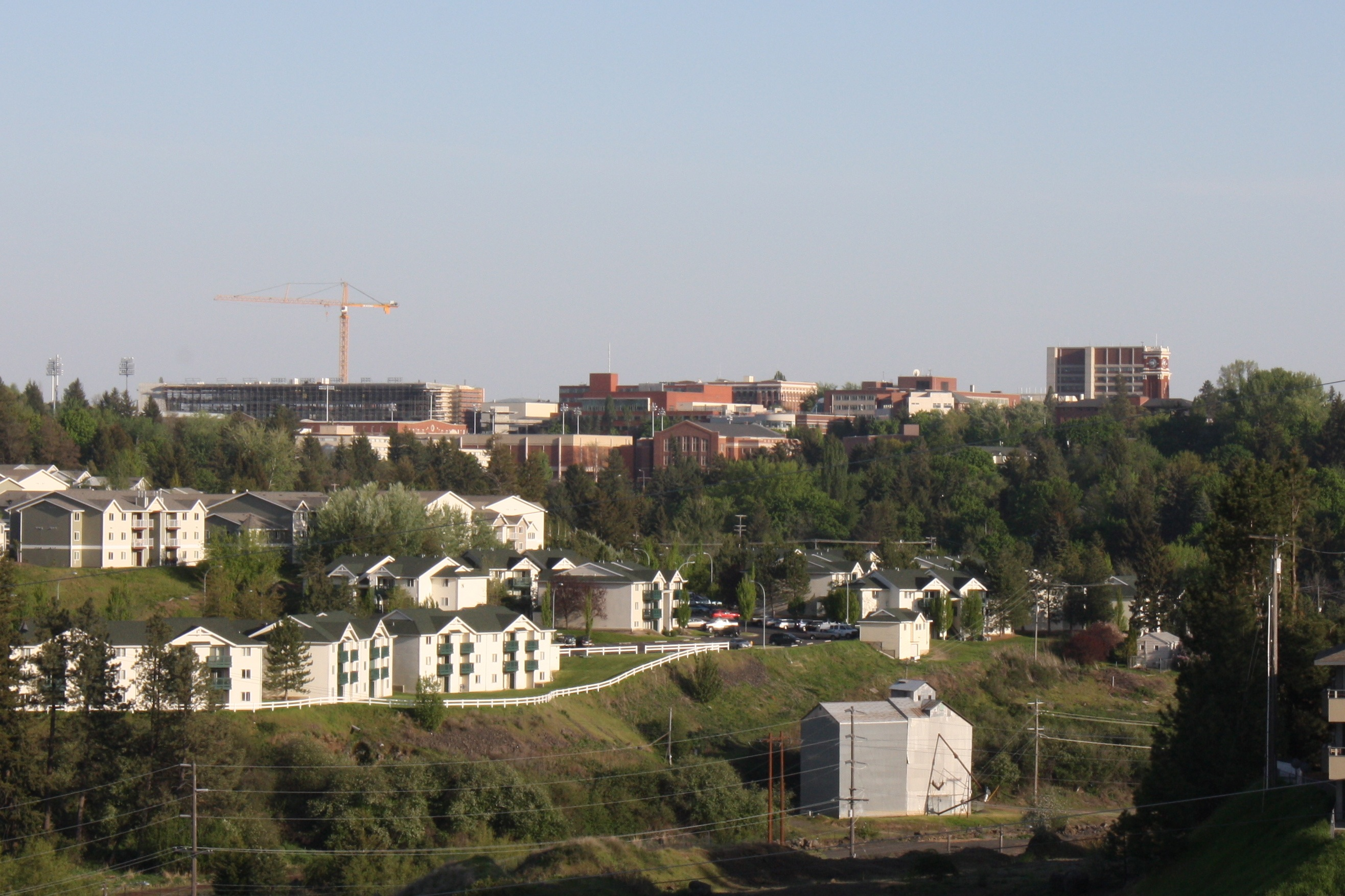
Blick auf den Campus der Universität

## Bildung
In Pullman hat die Washington State University (WSU) ihren Sitz. Die Universität wurde 1890 gegründet und prägt heute mit ihren 18.321 Studenten (Studenten am Hauptstandort Pullman) die Stadt. Etwa zwölf Kilometer weiter östlich liegt Moscow (Idaho), wo die University of Idaho beheimatet ist.

## Wirtschaft
Pullmans Wirtschaft ist historisch von der Landwirtschaft geprägt. Heute ist die Universität der wichtigste Arbeitgeber der Stadt mit 5.300 Beschäftigten. In Pullman haben einige Industrieunternehmen ihren Sitz. Schweitzer Engineering Laboratories mit 837 Mitarbeitern stellt Kontrollinstrumente für Elektriksysteme her, Metriguard Testmaschinen für die Holzindustrie und AHA Hardware für die Kommunikationsindustrie. VMRD Inc. ist eine Biotechnologiefirma.

## Verkehr
Die Busgesellschaft Wheatland Express verbindet die Stadt täglich mit dem Spokane International Airport und der in Idaho gelegenen Nachbarstadt Moscow.
Pullman hat einen Flughafen, den Pullman-Moscow Regional Airport, mit vier täglichen Flügen nach Seattle.

## Städtepartnerschaft
Seit 1989 ist Kasai in der japanischen Präfektur Hyōgo Partnerstadt von Pullman. 

## Söhne und Töchter der Stadt
- Michael Baumgartner (* 1975), US-amerikanischer Politiker
- Joshua Goldstein (* 1965), Bevölkerungswissenschaftler und Soziologe
- James N. Mattis (* 1950), US-Verteidigungsminister
- Marshall Allen Neill (1914–1979), Jurist und Politiker
- Miles Okazaki (* 1974), Jazzgitarrist und Komponist
- Earl H. Pritchard (1907–1995), Historiker und Kryptoanalytiker
- Robert Rumely (* 1952), Mathematiker
- Dana Claire Simpson (* 1977), Comiczeichnerin